# Артем'євський рудник
Артем'євський рудник — підприємство гірничорудної промисловості на сході Казахстану, споруджене для розробки колчеданно-поліметалічного родовища.
У 1980-му році почав роботу Східно-Казахстанський мідно-хімічний комбінат, допоміжним джерелом сировини для якого стало невелике Камишинське родовище, розташоване за кілька кілометрів на південний захід від міста Шемонаїха. Воно було відпрацьоване кар'єром вже у 1980-х роках, проте геологічна розвідка глибоких горизонтів показала, що Камишинський поклад був лише одним з багатьох у значно більшому родовищі, яке назвали Артем'євське.
У 2005 році почалась розробка Артем'євського родовища шахтним способом, при цьому в межах першої черги пройшли три стовбури — головний Камишинський, який забезпечує спуск/підйом персоналу і видачу руди, а також Вентиляційний та Повітряподаючий. За проєктом передбачена виїмка руди до горизонту в 780 метрів, тоді як станом на 2023 рік роботи велись на рівні в 400 метрів. У межах першої черги розробляються чотири поклади — Головний, Камишинський, Талівський та Проміжний. Поклад Головний містить близько 50 % балансових запасів родовища та розробляється в інтервалі від 50 до 250 метрів.
Друга черга, запуск якої планується на 2023—2026 роки, повинна надати доступ до ще чотирьох покладів — Східного, Південно-Східного, Центрального та Західного, що передбачається здійснити через стовбур Повітряподаючий-Клітьовий. Станом на 2023 рік шахта досягнула фактичної річної продуктивності у 1,3 млн тонн руди, при цьому після запуску другої черги планується вийти на рівень у 1,5 млн тонн.
Продукція шахти — мідно-цинкова та свинцева руда — спрямовується для подальшої переробки на Миколаївську збагачувальну фабрику. В середньому руда родовища містить 2,32 % міді, 7,22 % цинку та 1,87 % свинцю.
Рудник належить компанії «Шығыстүстімет» («Востокцветмет»), що є однією з дочірніх структур концерну KAZ Minerals (виник унаслідок реорганізації концерну «Казахмис»).